# 塞维鲁凯旋门

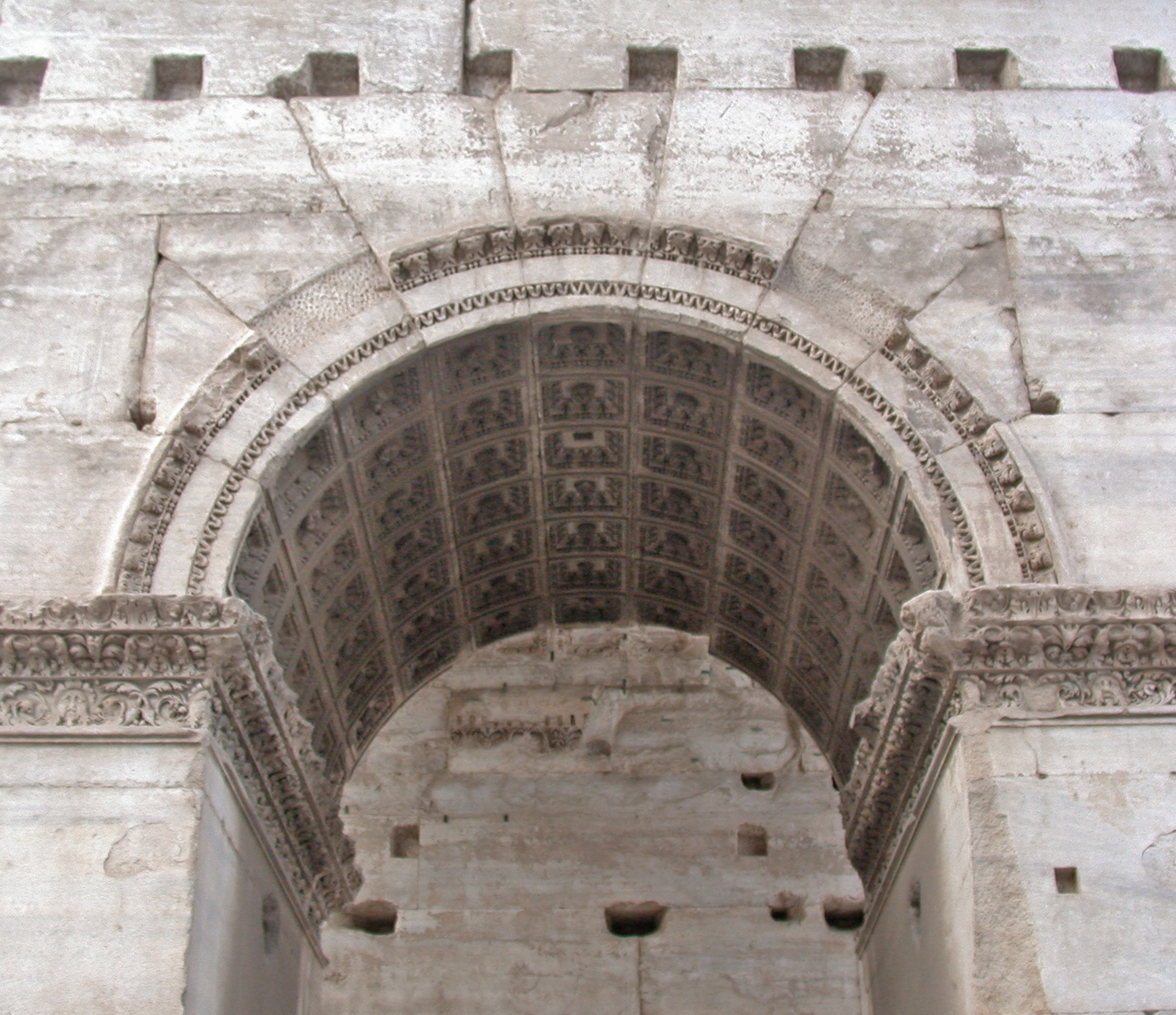
细部

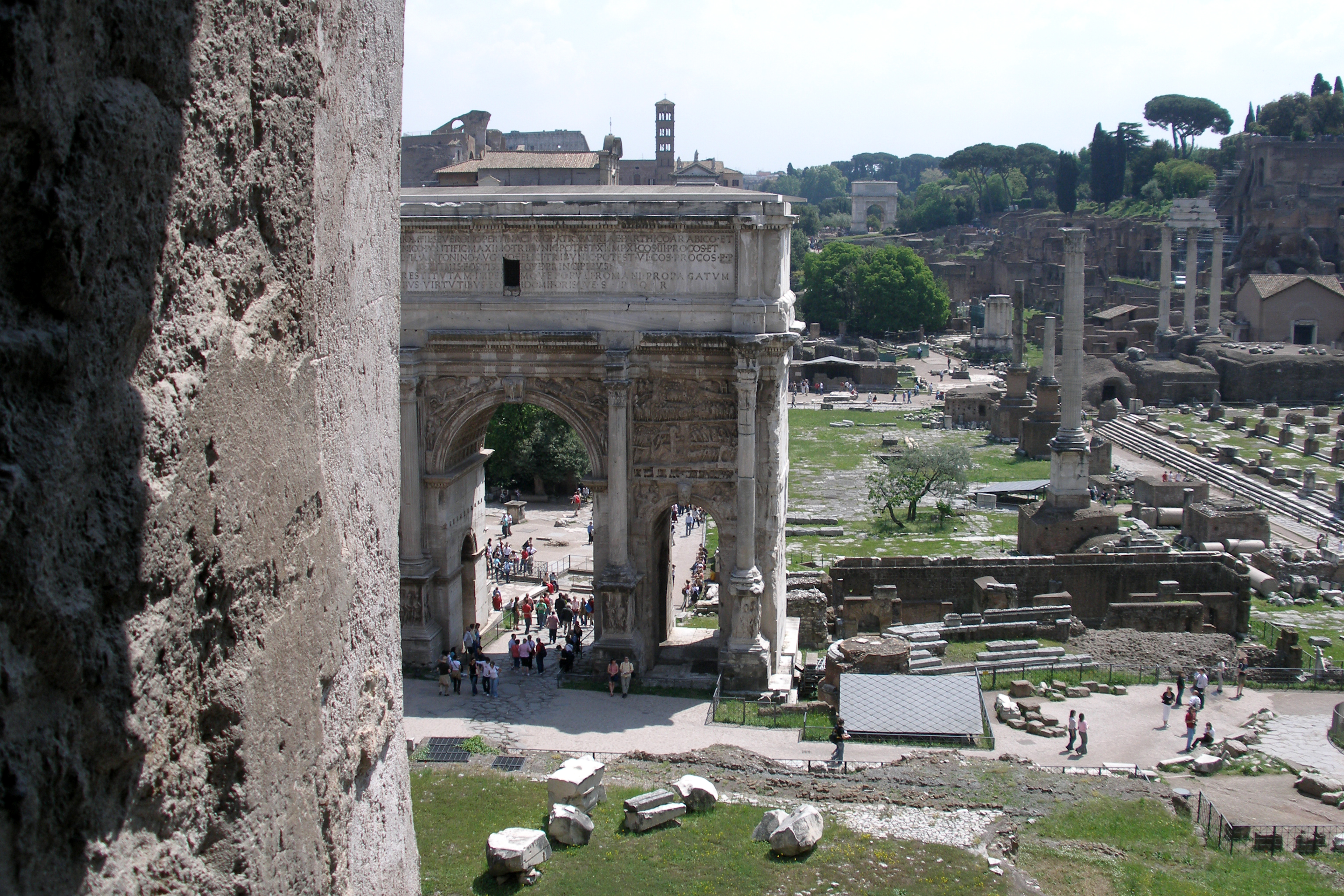
古罗马广场，左侧为塞维鲁凯旋门

41°53′34″N 12°29′05″E / 41.892758°N 12.484744°E
塞维鲁凯旋门(義大利語：Arco di Settimio Severo) a是古罗马广场西北端的一座白色大理石建筑，建于公元203年，以庆祝塞普蒂米乌斯·塞维鲁皇帝和他的两个儿子卡拉卡拉和塞普提米乌斯·盖塔在194/195年和197-199年两次战胜安息。
塞普蒂米乌斯·塞维鲁去世后，最初他的儿子卡拉卡拉和盖塔为共治皇帝，212年，卡拉卡拉暗杀了盖塔；公共建筑物的盖塔的雕像、图片全部销毁。

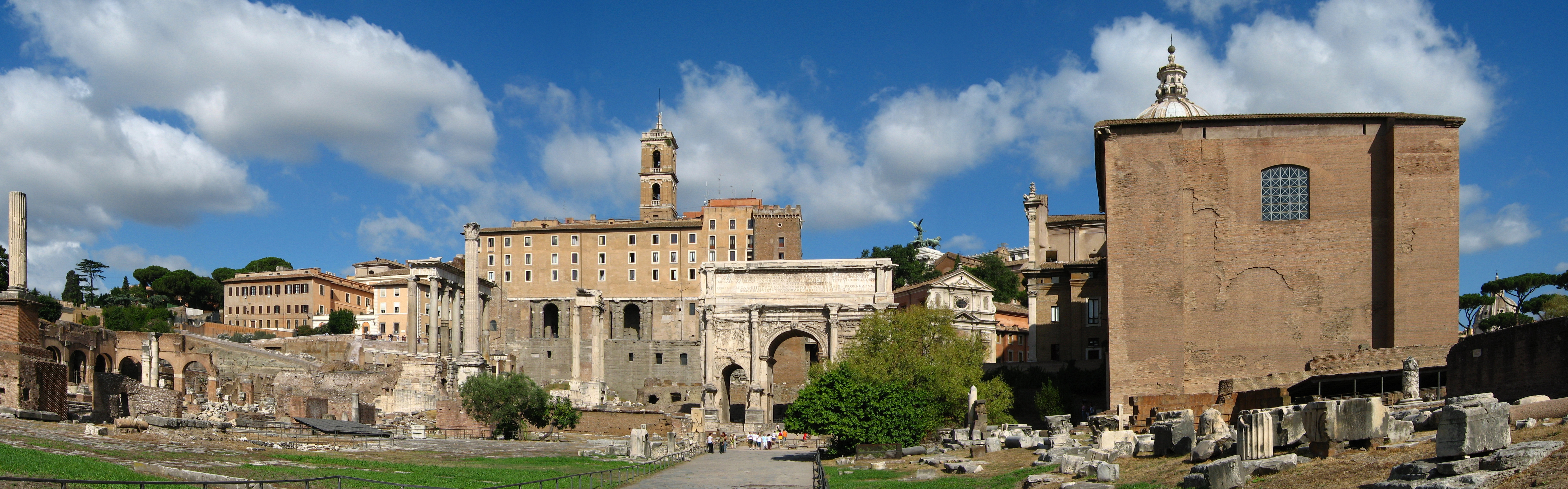
塞维鲁凯旋门位于全景的中部

## 仿效之作
- 罗马君士坦丁凯旋门 （315年）